# Dave Edmunds
Dave Edmunds (Cardiff, 15 aprile 1944) è un cantante, chitarrista e produttore discografico gallese.
Ottenne numerosi hit nella classifica inglese sia come interprete che come compositore. Divenne in seguito produttore di gruppi pub rock, genere di cui fu uno dei principali esponenti.

## Biografia
Dopo un primo gruppo rockabilly fonda nel 67 il gruppo "The Human Beans" con i quali pubblica un singolo Morning Dew per la Columbia. Non ottenne successo e presto formò sulle ceneri del gruppo i Love Sculpture. Nel 1968 proposero una loro rilettura in chiave rock del brano classico Sabre Dance del compositore sovietico Aram Il'ič Chačaturjan che entrò nella top 5 con gli apprezzamenti di John Peel. Iniziò la carriera di produttore con l'esordio del cantante Shakin' Stevens.
I Love Sculpture si sciolsero nel 1970, e Dave Edmunds da solista con la cover del brano I Hear You Knocking raggiunse la settimana prima di Natale il numero 1 nella classifica inglese e il 4º in quella statunitense, diventando disco d'oro e vendendo oltre 3 milioni di copie.
Pubblicò l'album Rockpile (1972) più per obblighi contrattuali con l'etichetta e composto per la maggior parte da cover degli anni '50 e '60 poi virò verso la produzione di gruppi pub rock, Brinsley Schwarz, Ducks Deluxe, e The Flamin' Groovies, genere, meno commerciale e dai suoni più grezzi era ancora agli albori e ne fu tra i più importanti divulgatori.
Dopo l'album pub rock Subtle as a Flying Mallet del 1975, l'anno seguente con Nick Lowe, che aveva lasciato i Brinsley Schwarz, Billy Bremner e Terry Williams formò i Rockpile. Visto che i due musicisti avevano firmato contratti con 2 etichette diverse non poterono pubblicare niente come gruppo fino al 1980 per l'album Seconds of Pleasure. In questo periodo uscirono 3 dischi: 2 firmati Edmunds e 1 Lowe ma in realtà frutto del lavoro del gruppo.
Dave Edmunds era anche autore di brani che venivano portati al successo da altri artisti come Graham Parker (Crawling from the Wreckage), Hank DeVito (Queen of Hearts diventato successo internazionale per merito di Juice Newton).
Sciolti i Rockpile nel 1980, si dedicò alla carriera di produttore per artisti come Paul McCartney, Stray Cats, Fabulous Thunderbirds e Status Quo. Collaborò con Jeff Lynne per la registrazione del proprio album "Information" del 1983, e compose la colonna sonora di Porky's III - La rivincita! del 1985. Con gli anni l'attività musicale si fece via via meno intensa, partecipò ad alcuni tour con Ringo Starr tra il 1992 e il 2000. Partecipò alla trasmissione inglese Hootenanny nel 2008 e nel 2009.

## Discografia

### Album in studio

#### Con i Love Sculpture
- 1968 Blues Helping
- 1970 Forms and Feelings

#### Solista
- 1972 Rockpile
- 1975 Subtle as a Flying Mallet
- 1977 Get It
- 1981 Twangin...
- 1982 D.E. 7th
- 1983 Information
- 1984 Riff Raff
- 1990 Closer to the Flame
- 1994 Plugged In
- 2000 Hand Picked: Musical Fantasies

#### A nome Dave Edmunds ma con i Rockpile
- 1978 Tracks on Wax 4
- 1979 Repeat When Necessary
- 2013 ...Again

#### A nome Nick Lowe ma con i Rockpile
- 1979 Labour of Lust

#### Con iRockpile
- 1980 Seconds of Pleasure